# 后贝加尔铁路局
后贝加尔铁路局（俄語：Забайкальская железная дорога，羅馬化：Zabaykalskaya zheleznaya doroga，简称），或译作外贝加尔铁路局，是俄罗斯铁路股份公司属下的铁路管理局之一，总部设于赤塔，主要负责管辖俄罗斯联邦外貝加爾邊疆區及阿穆尔州的大部分铁路，包括西伯利亚铁路东段，铁路营业里程为3336.1公里。后贝加尔铁路局相邻东西伯利亚铁路局及远东铁路局，并在后贝加尔（满洲里）及格罗杰科沃（绥芬河）与中国铁路哈尔滨铁路局连接，在索洛维斯克与蒙古国铁路连接。